# Puig d'Aguilera
El Puig d'Aguilera és una muntanya de 626 metres que es troba entre els municipis de Castellolí i Òdena, a la comarca de l'Anoia.
El nom d'aquest puig, Aguilera, prové del llatí "aquilaria" que vol dir lloc on nien les àguiles. D'aquesta muntanya pren el nom el mas Aguilera, conegut com de la Costa des del segle xvi. Aquesta casa pairal està situada al vessant de la muntanya, vers Òdena, i la trobem documentada ja des del període medieval. En la part més alta d'aquest puig, es conserva un edifici que fou destinat en el decurs de la guerra civil espanyola a la vigilància antiaèria, i uns refugis d'aquest mateix període.
El cim es pot observar perfectament des de l'A-2, tram de Castellolí.
Al cim podem trobar-hi un vèrtex geodèsic (referència 277115001).
Aquest cim està inclòs al llistat dels 100 cims de la FEEC. 